# Sakura Wars (manga)
Sakura Wars (サクラ大戦漫画版, Sakura Taisen Manga-ban) est un manga écrit par Ôji Hiroi et dessiné par Ikku Masa et Kōsuke Fujishima. Il a été prépublié dans le magazine Magazine Z de l'éditeur Kōdansha, et a été compilé en un total de neuf tomes. Une suite nommée Sakura Wars : Partie 2 (サクラ大戦 漫画版第二部, Sakura Taisen Manga-ban Dainibu) a été prépubliée dans le magazine Monthly Shōnen Magazine + et relié en neuf tomes également.

## Résumé de l'histoire
Tokyo, 1921.Des monstres attaquent la ville. Heureusement, plusieurs divisions luttent contre ces monstres venus des ténèbres. Il y a la division des rêves, des vents, etc. mais la division des fleurs est la principale. Un groupe de 6 jeunes filles, possédant une énergie spirituelle assez élevée, forme l'élite de la ville. Leur QG n'est autre que le théâtre impérial qui est aussi leur lieu de travail. En effet, en dehors de leur lutte contre les forces du mal, ces filles sont en fait la troupe de théâtre impériale. Elles combattent à l'aide de leurs « kôbû », des robots contrôlés par l'esprit de chacune des jeunes filles.

## Manga
Le manga a été prépublié dans le magazine japonais Magazine Z de l'éditeur Kōdansha. Il est édité en anglais par Tokyopop et en français par Mana Books.

## Liste des volumes

### Sakura Wars
1. Tome 1, 21 février 2003
2. Tome 2, 23 octobre 2003
3. Tome 3, 23 juillet 2004
4. Tome 4, 23 juin 2005
5. Tome 5, 21 avril 2006
6. Tome 6, 23 octobre 2006
7. Tome 7, 22 juin 2007
8. Tome 8, 21 mars 2008
9. Tome 9, 23 février 2009

### Sakura Taisen: Dai ni Bu
1. Tome 1, 17 février 2010
2. Tome 2, 17 décembre 2010
3. Tome 3, 16 décembre 2011
4. Tome 4, 17 décembre 2012
5. Tome 5, 17 avril 2014
6. Tome 6, 17 août 2016
7. Tome 7, 17 juillet 2018
8. Tome 8, 17 juin 2021
9. Tome 9, 17 juin 2021